# Garcinia mannii
Espèce
Synonymes
- Garcinia brevipedicellata (Baker f.) Hutch. & Dalziel (Baker f.) Hutch. & Dalziel (préféré par UICN)[2]
- Garcinia mannii brevipedicellata Baker f.[2]
- Garcinia obanensis Baker f.[1]

Statut de conservation UICN

 VU A1c, B1+2c : Vulnérable
Garcinia mannii Oliv. est une espèce de plantes à fleurs de la famille des Clusiaceae et du genre Garcinia, présente en Afrique tropicale.
Son épithète spécifique mannii rend hommage au botaniste allemand Gustav Mann qui, en 1861, réalisa l'ascension du mont Cameroun avec Richard Francis Burton et y collecta de nombreuses plantes.

## Description

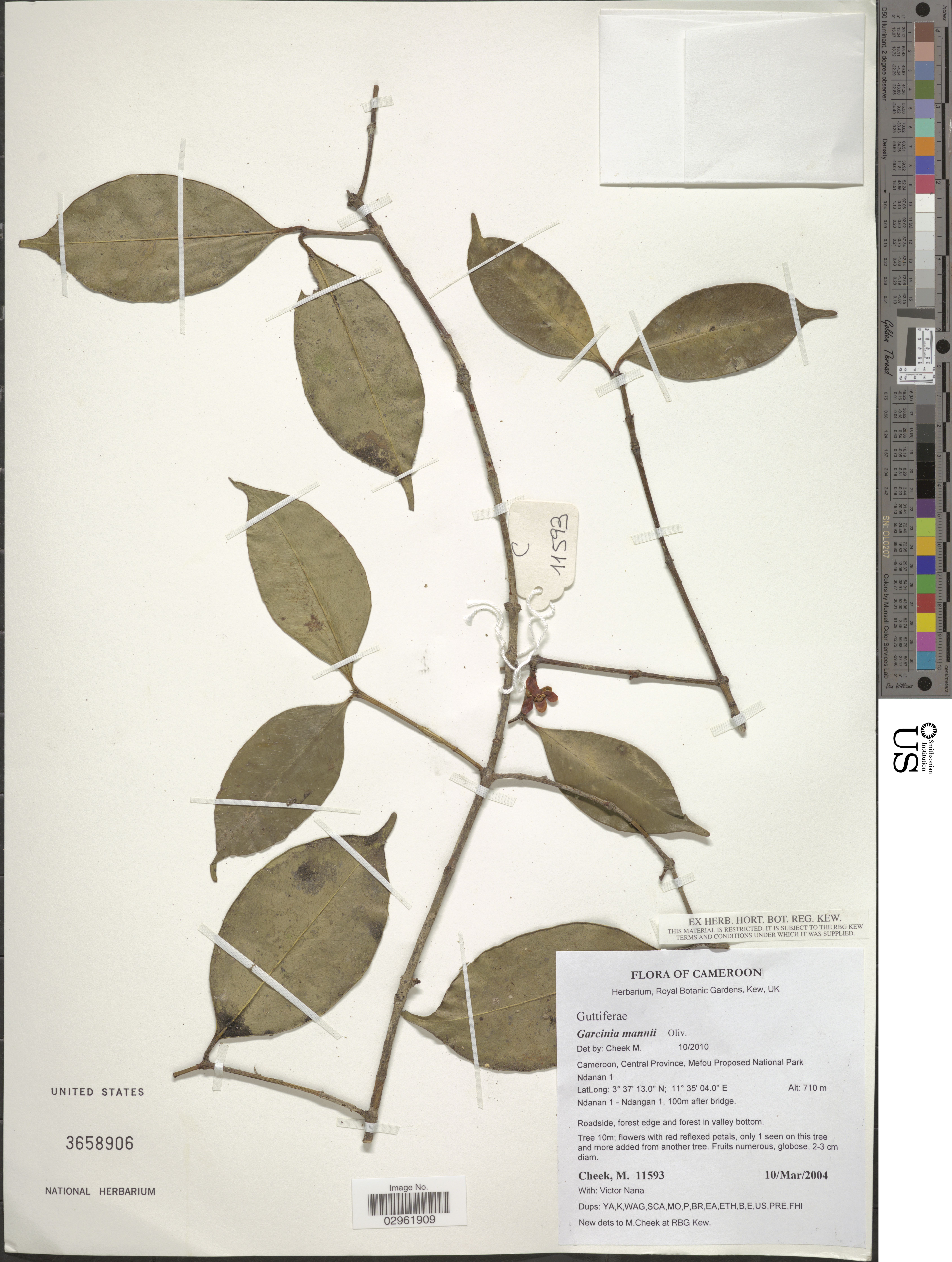
Spécimen récolté au parc de la Méfou (Cameroun).

C'est un arbre pouvant atteindre 30 m, avec un fût cylindrique.

## Distribution
L'espèce est présente en Afrique tropicale, du Nigeria au Gabon.

## Habitat
On la rencontre dans la forêt, à une altitude moyenne. 

## Utilisation
En médecine traditionnelle, racines et fruits sont considérés comme aphrodisiaques, astringents, efficaces contre la diarrhée, la dysenterie, la toux.

## Liste des variétés
Selon Tropicos (21 décembre 2017) :
- variété Garcinia mannii var. brevipedicellata Baker f.